# Ielena Bouroukhina
Ielena Bouroukhina (en russe : Елена Николаевна Бурухина) (née le 9 mars 1977 à Dolgoproudny) est une ancienne fondeuse russe.

## Carrière
Ielena Bouroukhina compte 4 podiums en coupe du monde, tous obtenus en 2001. Ces podiums sont deux deuxièmes places en relais ainsi que deux places d'honneur en individuel.
Bouroukhina a également remporté deux médailles en championnats du monde. En Championnats du monde de 2003, elle obtient une médaille d'argent sur le 30 km et une médaille en relais.

## Palmarès

### Jeux olympiques
Elle compte deux participations aux Jeux olympiques, en 2002 et 2006. Son meilleur résultat est une treizième place au 15 km libre de Salt Lake City en 2002.

### Championnats du monde
- Championnats du monde de 2003 à Val di Fiemme  Italie :
  -  Médaille d'argent sur 30 km.
  -  Médaille de bronze en relais 4 × 5 km.